# Corynomalus maximus
Corynomalus maximus es una especie de coleóptero de la familia Endomychidae.

## Distribución geográfica
Habita en el Amazonas.